# Proxyon (album)
Proxyon was het eerste album van de band Proxyon. Het album is uitgebracht in 1989 en is geproduceerd door Michiel van Eijk en Rob van Eijk. Het muzikale materiaal werd opgenomen in een eigen studio bij producer Michiel van der Kuy met dezelfde instrumenten, die door hem gebruikt om tracks te produceren voor Laser Dance. Het idee dat alle titels beginnen met het woord Space, kwam van de eigenaar van het label Rams Horn Records. Op de voorkant van het album staat een futuristisch ruimtestation, die doet denken aan zijn verschijning aan de fictieve wereld van Star Trek.

## (Magic) Space Fly
Space Fly is een cover van Didier Marouaniego. Het originele nummer van Didier Marouaniego heet Magic Fly. Space Fly werd ook uitgegeven als single. Op de single staat Magic Space Fly. dat is de volledige benaming van het nummer.

## Tracklist
1. Space Guards (Michiel van Eijk) 07;01
2. Space Travellers (Michiel van Eijk) 05:20
3. Space Hopper (Rob van Eijk) 06:18
4. Space Fly (Didier Marouaniego) 06:40
5. Space Warriors (Rob van Eijk) 05:05
6. Space Hopper (Space Dub) (Rob van Eijk) 07:19

## singles
1. Space Warriors (1987)
2. Space Hopper (1987)
3. Space Travellers (1988)
4. Space Guards (1989)